# 諾斯菲爾德 (明尼蘇達州)
諾斯菲爾德（英語：Northfield, Minnesota）是位於美國明尼蘇達州達科他縣和賴斯縣的一座城市。城市的大半部份位於賴斯縣，一小部份延伸到了達科他縣，根據美國2010年的人口調查，該城市現有人口約20,007人。